# ヴィルヘルム・ヴェーバー
ヴィルヘルム・エドゥアルト・ヴェーバー（Wilhelm Eduard Weber、1804年10月24日 - 1891年6月23日）は、ドイツの物理学者。電気や磁気の精密な測定器具を製作して電磁気学の形成に貢献したほか、ガウスとともに電磁気の単位系の統一に努力し磁束のSI単位「ウェーバ」に名を残している。また、電気が荷電粒子の流れであるということを最初に主張した人物でもある。
生理学者のエルンスト・ヴェーバーは兄、エドゥアルト・ヴェーバーは弟。

## 生涯
ヴィルヘルム・ヴェーバーはヴィッテンベルク大学の神学教授ミヒャエル・ヴェーバーの次男として、1804年にヴィッテンベルクに生まれた。1814年に一家はハレに転居し、彼は1822年からハレ大学でシュワイガーに師事した。はじめは音響学を専攻し、1826年の博士論文や1827年の教師資格論文はリードオルガンの音響に関するものだった。このころの研究として、音の干渉に関する兄エルンスト・ヴェーバーと共同の実験がある。

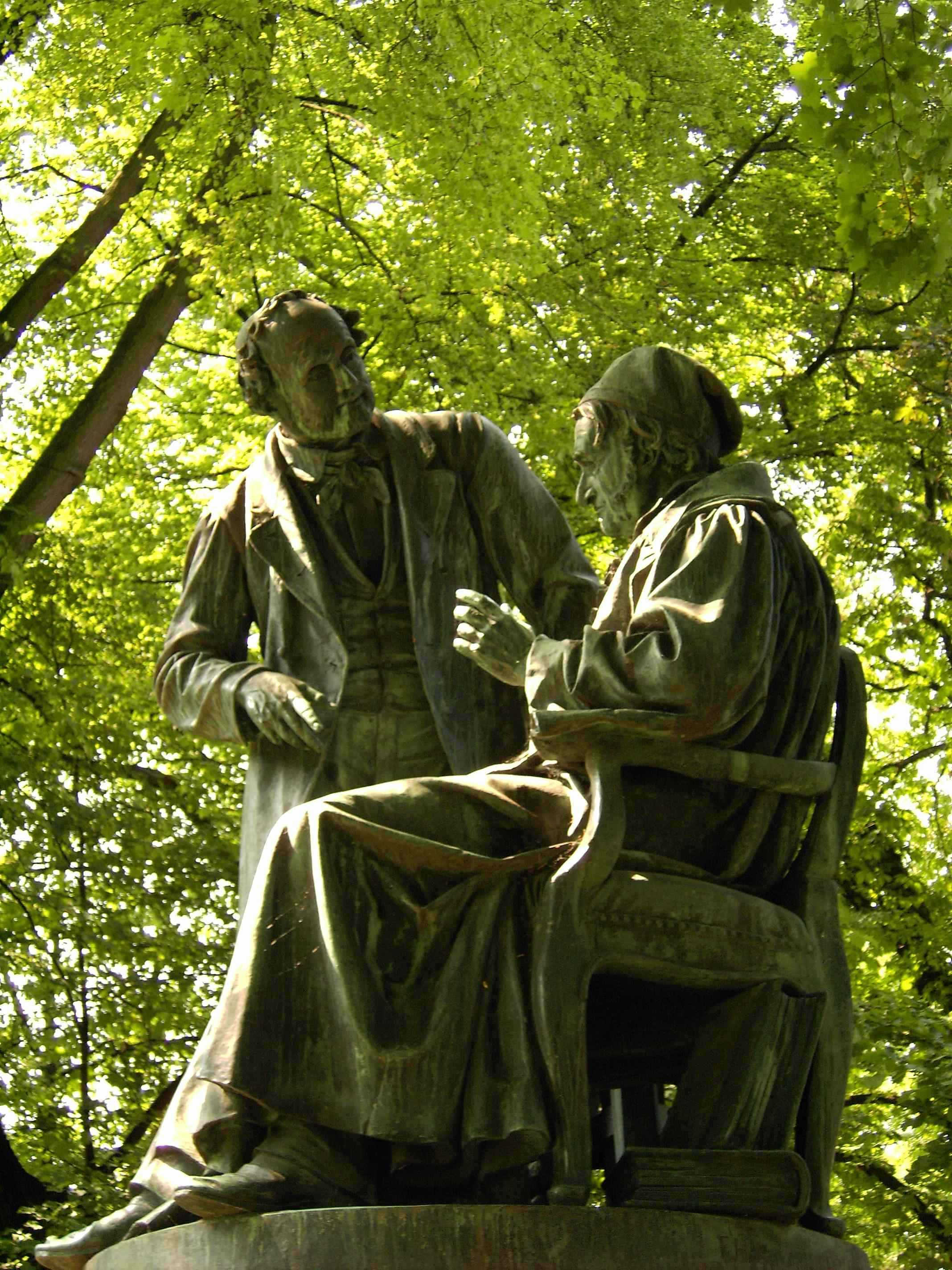
ゲッティンゲンにあるガウスとヴェーバーの記念像

1828年、ヴェーバーはベルリンで開かれた学会の際にフンボルトの紹介でガウスの知遇を得た。そしてガウスの推薦により、1831年に彼はゲッティンゲン大学の物理学教授となった。ここでガウスと共同で地磁気や電磁気の単位系の研究を行った。
1837年、新ハノーファー王エルンスト・アウグストによる憲法停止に抗議したため、グリム兄弟らとともに失職させられた（ゲッティンゲン七教授事件（Goettingen Seven））。その後もしばらくゲッティンゲンにとどまって研究を続けたが、1843年にライプツィヒ大学の物理学教授に迎えられた。1849年にはゲッティンゲン大学物理学教授に復職、さらに天文台長も兼ねた。
ウェーバーは1870年代に教授を退官し、1891年にゲッティンゲンで死去した。

## 業績
ガウスによってゲッティンゲンに招かれたヴェーバーは、まず共同で地磁気の研究にとりかかった。1833年にはゲッティンゲンに地磁気観測所を設け、みずから開発した精密な磁気計を用いて1836年から1841年まで国際的な地磁気観測を行い、世界最初の磁気地図を発表した。またこの際、研究所とガウスのいる天文台との間に、商業的には使用されなかったもののこれも世界初となる実用的な電信装置を設置した。
ガウスはこのころ、磁気の単位を質量・時間・長さといった基本単位で表す単位系を作っていたが、ヴェーバーはこれに加えて電気の単位を定義した。また、ヘルムホルツが発明した検流計を改良して電流力計（ダイナモメーター）を製作した。これはコイルの中に別のコイルを吊るしたもので、コイルの回転によって交流の電流や電圧を測定することができた。
ヴェーバーはこの測定結果を元に電気を正と負に帯電した粒子の流れと考え、荷電粒子に働く力を表す式を提出した。この式は「ヴェーバーの法則」と呼ばれ、荷電粒子の振る舞いとして電磁気現象を統一的に表現することを目的とし、電流の相互作用力や電磁誘導の力を求めることができた。しかしエネルギー保存の法則を満たしているかどうかがはっきりせず、ヘルムホルツと長い論争となった。
またこの式には、電磁単位系と静電単位系の比c（ヴェーバー定数：Weber's constant）が現れる。そこでヴェーバーは1855年にこの値をコールラウシュ（Rudolf Kohlrausch）とともに測定し、その値が光速に極めて近い、3.1074×108m/s であることを見出し、1856年の論文に記した。ただし、ヴェーバー自身はこれが光速に近いことに言及はしていない。この事実は当時あまり注目されなかったが、後にマクスウェルの電磁気学理論の重要な伏線であることが明らかになった。なお、この1856年の論文におけるヴェーバー定数（Weber's constant）の記号 c は、後にceleritas（ラテン語で「速さ」の意）の"c"とともに、光速の記号の元となった。
1852年にヴェーバーは、ファラデーによって発見されていた反磁性を、個々の分子のまわりを流れる微小な電流によって磁性が決まるというアンペールの分子電流モデルを用いて説明した。
ヴェーバーは1871年に、原子が正電荷とそのまわりをまわる負電荷からなり、電圧がかかると負電荷が原子間を移動すると主張した。しかしこの洞察が正しいと確認されるには、20世紀のラザフォードやボーアの登場を待たなければならなかった。また彼は熱伝導や電気伝導も荷電粒子の運動によって理解しようとし、のちの電子論のさきがけとなった。
ヴェーバーの電磁気学は古典的な遠隔作用の立場に立っていたため、結局ファラデーやマクスウェルによる近接作用的な電磁気学に取って代わられた。しかし彼による精密な測定と客観的な単位の定義は、電磁気学の発展に大きな影響を与えている。

## 年表
- 1804年 - ヴィッテンベルクに出生。
- 1822年 - ハレ大学に入学。
- 1826年 - ハレ大学を卒業、博士号を取得しハレ大学私講師となる。
- 1828年 - ハレ大学員外教授となる。
- 1831年 - ゲッティンゲン大学教授となる。
- 1833年 - ゲッティンゲンに地磁気観測所を建設。またモールスに先駆けて電信機を製作。
- 1837年 - 「ゲッティンゲン七教授事件」に連座し失職。
- 1840年 - ヘルムホルツの検流計を改良し、電流の絶対単位を測定。
- 1846年 - 電流力計を開発して2本の導線間に働く力をアンペールよりはるかに正確に測定し、導線中の荷電粒子が従う式を提出。（ヴェーバーの法則）
- 1852年 - ガウスとともに電磁単位系を作る。また、分子電流によって反磁性を説明する。
- 1856年 - 電磁単位系と静電単位系の変換定数（ヴェーバー数c）をコールラウシュ(Rudolf Kohlrausch)とともに測定し、その値が3.1074 x ×108m/sであることを見出した。これは光速ときわめて近い値である。ただし、ヴェーバー自身はヴェーバー数cと光速との関係に言及してはいない[2]。
- 1859年 - 王立協会よりコプリ・メダル受賞。
- 1871年 - 原子は正電荷とその周りの負電荷からなり、電気はそれらの荷電粒子の移動によると主張。
- 1879年 - コテニウス・メダル、マテウチ・メダル受賞。
- 1881年 - トムソンの提案により、国際電気会議でヴェーバーの単位系が採用される。
- 1891年 - ゲッティンゲンで死去。
- 1895年 - 磁束の単位を「ウェーバ」とすることが提案される。
- 1948年 - 国際度量衡総会で、磁束の単位「ウェーバ」が承認される。
- 1960年 - ウェーバが国際単位系の組立単位となる。